# ウィリアム・マッコイ
ウィリアム・マッコイ（William McCoy、1763年 - 1798年4月20日）はバウンティ号の反乱に加担した乗組員である。
マッコイの初期の人生については、あまり知られていないが、スコットランド出身で蒸留所の従業員だったと言う。あご髭を生やし、腹部を刺された傷跡があり、体に入れ墨を入れていた。
マッコイはバウンティ号に乗った最後の乗組員の中の1人であり、マッコイの友人であるマシュー・クィンタルと一緒にバウンティ号の乗組員として志願した。彼らの志願は、バウンティ号の将来に悪い影響を及ぼした。
クィンタルは乱暴で残忍であり、弱い者いじめをひんぱんに行ったらしく、マッコイは彼を応援する人物だった。
彼は、艦長であるウィリアム・ブライに頻繁に要求不満の攻撃対象にされていたうちの一人であった。（ブライは、乗組員全員をいくつかの欠点をあげつらい猛烈に叱責していた。）さらにブライは突然、銃をマッコイに向けて、注意散漫なため撃つと脅している。フレッチャー・クリスチャンとその反乱仲間に入りたいと言う彼からの意欲はなかったことは明白だが、反乱への彼の関与はごく周辺的なものだったと言う。
反乱が起き、ピトケアン島に住んでからは、マッコイは比較的静かに配偶者のタイタウと言うタヒチから連れてきたポリネシア人女性と一夫一婦の暮しを送っていた。そして、短気でトラブルメーカーである、クィンタルと彼の生涯のパートナーシップが結ばれた。1796年、マッコイは若い時に学んだ酒造技術を使用して、木の根の甘いシロップを蒸留し、強い酒を作った。彼はピトケアン島で酒を蒸留した最初の人物となった。しかしそれは、ピトケアン島の入植初期のトラブルの原因になった。彼は強い酒に酔って狂い、1798年に崖から身を投げ自殺した。
ポリネシア人妻Teioの間に息子のダニエル・マッコイがおり、マシュー・マッコイやジェームズ・ラッセル・マッコイやマシュー・エドモンド・マッコイと、クィンタルやクリスチャンやヤングの子供や孫、子孫との間で出来た子孫がいる。